# جفت‌سازی
جفت‌سازی فرایند ایجاد یک ذره ابتدایی و پادذره اش از یک بوزون خنثی است. ساخته‌شدن یک الکترون و پوزیترون، یک مووُن و آنتی مووُن، یا یک پروتون و آنتی پروتون نمونه‌های آن هستند. جفت‌سازی معمولاً به یک فوتون که کنار هسته جفت الکترون-پوزیترون می‌سازد نسبت داده می‌شود. برای رخ‌دادن جفت‌سازی، انرژی ورودی کنش باید از یک آستانه (دستکم از مجموع انرژی دو جفت) بیشتر باشد. این حالت به انرژی و تکانه (حرکت) اجازه می‌دهد که حفظ شوند.
در آغاز مه‌بانگ، زمانی‌که سِیلی از ماده و پادماده در جهان روانه شدند؛ این ذرات با یکدیگر برخورد کرده و نابود می‌شدند و از خود دو فوتون پرتو گاما برجای می‌نهادند.